# Kazuya Yamamura
Kazuya Yamamura (山村 和也 Yamamura Kazuya?,  Nagasaki, Nagasaki, 2 de diciembre de 1989) es un futbolista japonés. Juega de defensa o centrocampista y su equipo es el Yokohama F. Marinos de la J1 League de Japón.

## Trayectoria

### Clubes
| Club                | País  | Año           |
| ------------------- | ----- | ------------- |
| Kashima Antlers     | Japón | 2012-2015     |
| Cerezo Osaka        | Japón | 2016-2018     |
| Kawasaki Frontale   | Japón | 2019-2023     |
| Yokohama F. Marinos | Japón | 2024-presente |

### Selección nacional
| Selección | País  | Año           |
| --------- | ----- | ------------- |
| Sub-20    | Japón | 2007-2009     |
| Sub-23    | Japón | 2010-2012     |
| Absoluta  | Japón | 2010-presente |

## Estadísticas

### Participaciones en Juegos Olímpicos
| Juegos Olímpicos         | Sede    | Resultado     | Partidos | Goles |
| ------------------------ | ------- | ------------- | -------- | ----- |
| Juegos Olímpicos de 2012 | Londres | Cuarto puesto | 3        | 0     |

## Palmarés

### Títulos nacionales
| Título             | Club              | País  | Año  |
| ------------------ | ----------------- | ----- | ---- |
| Copa J. League     | Kashima Antlers   | Japón | 2012 |
| Copa J. League     | Kashima Antlers   | Japón | 2015 |
| Copa J. League     | Cerezo Osaka      | Japón | 2017 |
| Copa del Emperador | Cerezo Osaka      | Japón | 2017 |
| Supercopa de Japón | Cerezo Osaka      | Japón | 2018 |
| Supercopa de Japón | Kawasaki Frontale | Japón | 2019 |
| Copa J. League     | Kawasaki Frontale | Japón | 2019 |
| J1 League          | Kawasaki Frontale | Japón | 2020 |
| Copa del Emperador | Kawasaki Frontale | Japón | 2020 |
| Supercopa de Japón | Kawasaki Frontale | Japón | 2021 |
| J1 League          | Kawasaki Frontale | Japón | 2021 |
| Copa del Emperador | Kawasaki Frontale | Japón | 2023 |

### Títulos internacionales
| Título           | Club (*)        | Sede    | Año  |
| ---------------- | --------------- | ------- | ---- |
| Copa Suruga Bank | Kashima Antlers | Kashima | 2012 |
| Copa Suruga Bank | Kashima Antlers | Kashima | 2013 |

(*) Incluyendo la selección